# Кровопускання (фільм)
Кровопускання (англ. Bleed) — американський трилер 2002 року.

## Сюжет
Молода дівчина Медді відправлялася на вечірку зі своїм новим знайомим Шоном, вона хоче всього лише познайомитися з його друзями і добре провести час. Вони розповідають їй про елітний клуб під назвою «Вбивство» і запрошують дівчину вступити до нього. Але перш ніж вона вступає туди, хтось починає вбивати членів клубу.

## У ролях
| Актор              | Роль             |
| ------------------ | ---------------- |
| Деббі Рошон        | Медді Паттерсон  |
| Денні Вулзк        | Шон Заборона     |
| Аллен Нейборс      | Кріс             |
| Орлі Теппер        | Тіллі            |
| Ронні Джин Блевінс | Пітер            |
| Лаура Натіво       | Лаура            |
| Джулі Стрейн       | Лінда            |
| Брінк Стівенс      | Філліс Паттерсон |
| Ллойд Кауфман      | Карл Паттерсон   |
| Тьюзді ДеКарло     | Тодд             |
| Джордан Вайт       | Симон            |
| Джон Трейсі        | Сталкер          |
| Ліззі Стрейн       | Теммі на ресепшн |
| Енн Стар           | Карен            |
| Баррі Бедвелл      | Кейт             |